# GOSAT-GW
いぶきGW(GOSAT-GW（Global Observing SATellite for Greenhouse gases and Water cycle、温室効果ガス・水循環観測技術衛星）)は、環境省、国立環境研究所（NIES）、宇宙航空研究開発機構（JAXA）が共同で運用する、温室効果ガスおよび水循環を観測する人工衛星。
温室効果ガス観測技術衛星いぶき（GOSAT）、いぶき2号（GOSAT-2）の後継機として地球温暖化の原因とされる二酸化炭素やメタンガスなどの温室効果ガスの濃度分布を宇宙から観測するとともに、水循環変動観測技術衛星「しずく」（GCOM-W）の搭載センサAMSR2を高度化した高性能マイクロ波放射計AMSR3により水循環変動の把握と予測を行う。
H-IIAロケットの最終号機となる50号機で2025年6月24日1時33分03秒 - 1時52分00秒に打ち上げ予定であったが、ロケット第2段機体の電気系統確認のため延期。機器交換等を実施し、2025年6月29日1時33分03秒 - 1時52分00秒に打ち上げが再設定された。

2025年6月27日、愛称をこれまでのGOSATシリーズの流れを受け継いだいぶきGW(いぶきジーダブリュー)としたことが発表された。

再設定後の2025年6月29日1時33分に打ち上げが行われ、予定された軌道に投入された。

総開発費はJAXA分が321億円、環境省分が160億円。

## 目的
GOSATシリーズの後継として温室効果ガス濃度の状況を継続して観測するとともに、排出源の特定と排出量の精度向上を図る。また、水循環観測技術の高度化により気象・水産・航行支援といった各分野のニーズに応える。

### 温室効果ガス観測[3]
ミッションは環境省と国立環境研究所が担当する。
- 地球全大気の二酸化炭素およびメタン濃度の継続モニタリング
- パリ協定に基づく各国の温室効果ガスインベントリ報告の透明性の確保
- 大規模排出源の監視をすることにより、気候変動予測の精緻化、温暖化による大規模災害の拡大防止など防災対策への貢献

### 水循環変動の観測[1]
ミッションはJAXAが担当する。
- 水循環変動の把握と予測
  - 気候変動に伴う水循環変動を把握し、社会生活への影響予測と対策に役立てる
- 実利用分野への社会実装
  - 気象庁や世界の気象機関において、予報業務にAMSR3データが定常的に利用され、台風や集中豪雨などの予測精度向上に貢献する
  - 海面水温の情報を提供し、漁場探索等に貢献する
  - 海氷密接度や海面水温の情報を提供し、船舶の安全運航に関わる海況・海氷情報作成や最適航路の選択に貢献する

## 衛星システム
環境省の温室効果ガスミッションに関する開発をJAXAが受託し、それにAMSR3を相乗りさせる。衛星バスは、いぶき2号で実績のあるGOSAT-2バスを活用し、機械的・電気的・熱インターフェース的観点での新規開発要素はない。いぶきと同等の軌道を取ることにより2つのミッションを両立可能とさせる。

## 観測装置

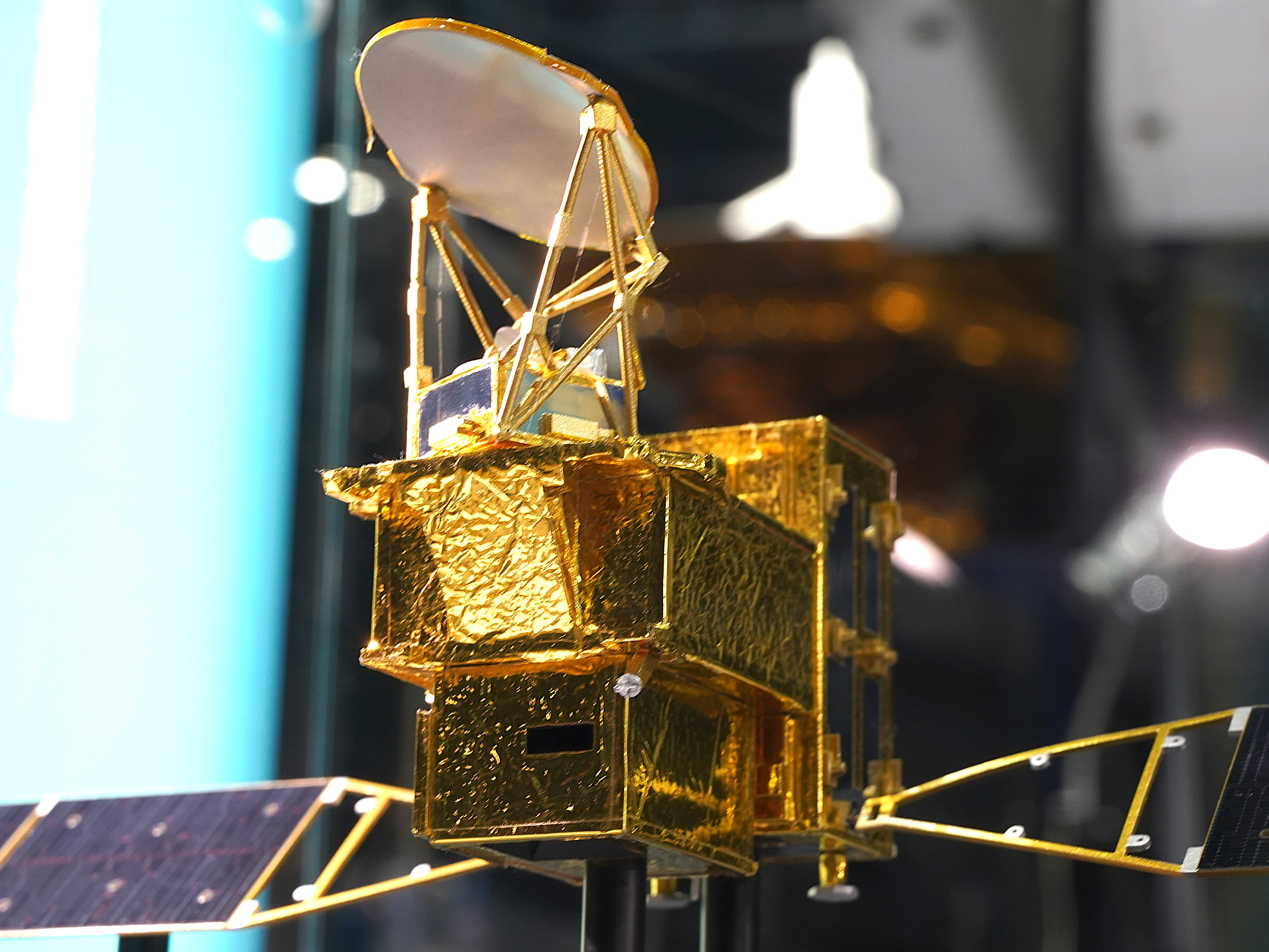
AMSR3：上部の反射板・トラス部TANSO-3：下部の直方体

環境省から受託したJAXAと環境省、NIESが共同開発する温室効果ガス観測センサTANSO-3と、JAXAが開発する高性能マイクロ波放射計AMSR3が搭載される。

### TANSO-3（温室効果ガス観測センサ）
TANSO-3（Total Anthropogenic and Natural emissions mapping SpectrOmeter-3）は、CO2、CH4、およびNO2を測定するセンサ。いぶきやいぶき2号では直径10キロメートル（km）の点観測であったが、これを面観測に変更することにより各国の温室効果ガス排出量の透明性を高める。

#### 観測モード
- 広域観測モード
911km以上の観測幅を10km分解能で面的に観測する[13]。
- 精密観測モード
90km以上の観測幅を3キロ分解能で詳細に観測する[13]。

### AMSR3（高性能マイクロ波放射計3型）
高性能マイクロ波放射計3型AMSR3（Advanced Microwave Scanning Radiometer 3）は、みどりIIに搭載されたAMSR（口径2.0m）、アメリカの衛星Aquaに搭載されたAMSR-E（口径1.6m）、およびしずくに搭載されたAMSR2（口径2.0m）の改良型である。口径2.0mの大型反射鏡を1分間に40回転させることで、地上を1,530キロメートルの円弧状にスキャンして測定する。AMSR2より信頼性を向上させ、設計寿命も5年から7年以上に伸ばされている。
マイクロ波の測定チャンネルとして、NASAのGPM-CoreのGMIにも使われた165 GHz帯と183 GHz帯を新設し、全球の降水分布の監視、特に高緯度地域の降雪量の把握に対応している。